# Kose socken
Kose socken (estniska: Kose kihelkond, tyska: Kirchspiel Kosch) var en socken i det historiska landskapet Harrien (Harjumaa). Socknens kyrkby var Kose (tyska: Kosch).